# Train de vies ou les Voyages d'Angélique
Pour plus de détails, voir Fiche technique et Distribution.
Train de vies ou les Voyages d'Angélique est un film français réalisé par Paul Vecchiali et sorti en 2018.
Le film a été tourné dans la foulée du film précédent du réalisateur, Les Sept Déserteurs ou la Guerre en vrac, et présente une « solidarité de forme et de principe ».

## Synopsis
Angélique s'interroge sur sa sexualité de femme. Lors d'un voyage, elle rencontre des personnes très différentes avec qui elle réfléchit à cette question.

## Fiche technique
- Réalisation : Paul Vecchiali
- Scénario : Paul Vecchiali
- Costumes : Catherine Gorne-Achdjian
- Photographie : Philippe Bottiglione
- Montage : Vincent Commaret
- Musique : Paul Vecchiali
- Date de sortie : 
  - France : 30 mai 2018

## Distribution
- Astrid Adverbe : Angélique
- Paul Vecchiali : Henri Lemoine
- Marianne Basler : Clarisse, l'amie
- Ugo Broussot : Frédéric
- Brigitte Roüan : Isa Lemoine
- Pascal Cervo : Olivier Lemoine
- Bruno Davézé : Serge
- Jean-Philippe Puymartin : Philippe
- Simone Tassimot : la femme en noir